# Isola Neny
L'isola Neny è un'isola situata al largo della costa di Fallières, nella Terra di Graham, in Antartide. L'isola, che ha una lunghezza, in direzione est-ovest, di circa 2,8 km e che raggiunge i 675 m s.l.m., si trova in particolare circa 1,9 km a nord-ovest del promontorio Quattro Romano, all'estremità settentrionale della bocca dell'omonimo fiordo di Neny.

## Storia
L'isola Neny è stata scoperta durante la spedizione britannica nella Terra di Graham, condotta dal 1934 al 1937 al comando di John Riddoch Rymill, il quale la battezzò con il suo attuale nome in associazione con il già citato fiordo di Neny, scoperto nel corso della seconda spedizione francese in Antartide comandata da Jean-Baptiste Charcot e svoltasi dal 1908 al 1911.